# Muhammad Herlangga
Muhammad Bintang Satria Herlangga (14 de julio de 2002) es un deportista indonesio que compite en bochas adaptadas. Ganó una medalla de plata en los Juegos Paralímpicos de París 2024, en la prueba individual masculina (clase BC2).

## Palmarés internacional
| Juegos Paralímpicos | Juegos Paralímpicos | Juegos Paralímpicos | Juegos Paralímpicos      |
| Año                 | Lugar               | Medalla             | Prueba                   |
| ------------------- | ------------------- | ------------------- | ------------------------ |
| 2024                | París (Francia)     | Medalla de plata    | Individual BC2 masculino |